# Oscarsgalan 1986
Oscarsgalan 1986 var den 58:e upplagan av Oscarsgalan som sändes från Dorothy Chandler Pavilion i Los Angeles den 24 mars 1986. Programledare var Alan Alda, Jane Fonda och Robin Williams.
Den mest framgångsrika filmen under årets gala var Mitt Afrika, som vann priset för Bästa film, var nominerad i flest kategorier och vann flest priser. Purpurfärgen var också nominerad i flest kategorier men vann inget. Cocoon – djupets hemlighet och Vittne till mord vann två priser.

## Vinnare och nominerade
Vinnarna listas i fetstil.
| Bästa film | Bästa regi |
| --- | --- |

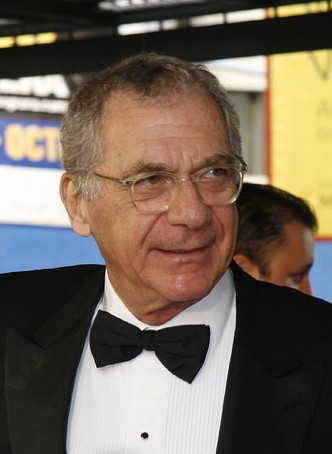
Sydney Pollack
Bästa film och Bästa regi

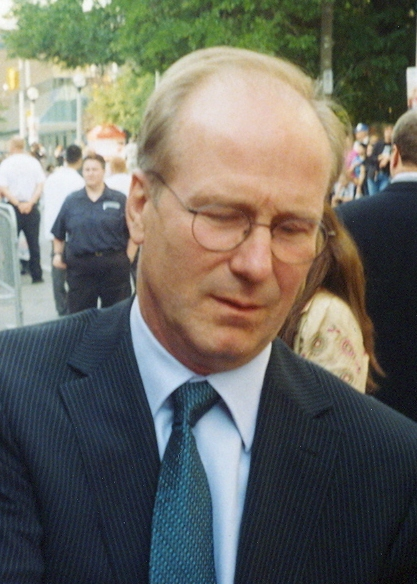
William Hurt
Bästa manliga huvudroll

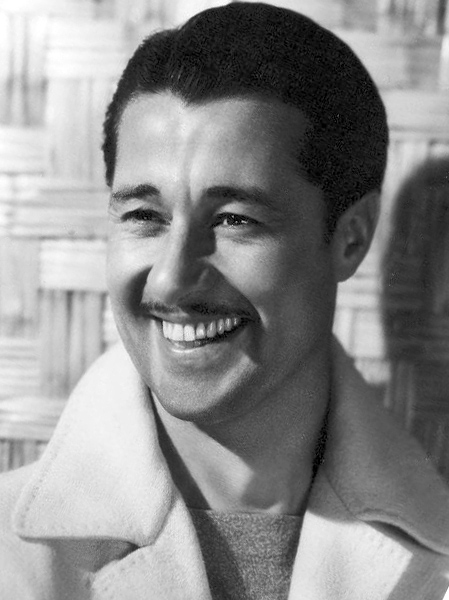
Don Ameche
Bästa manliga biroll

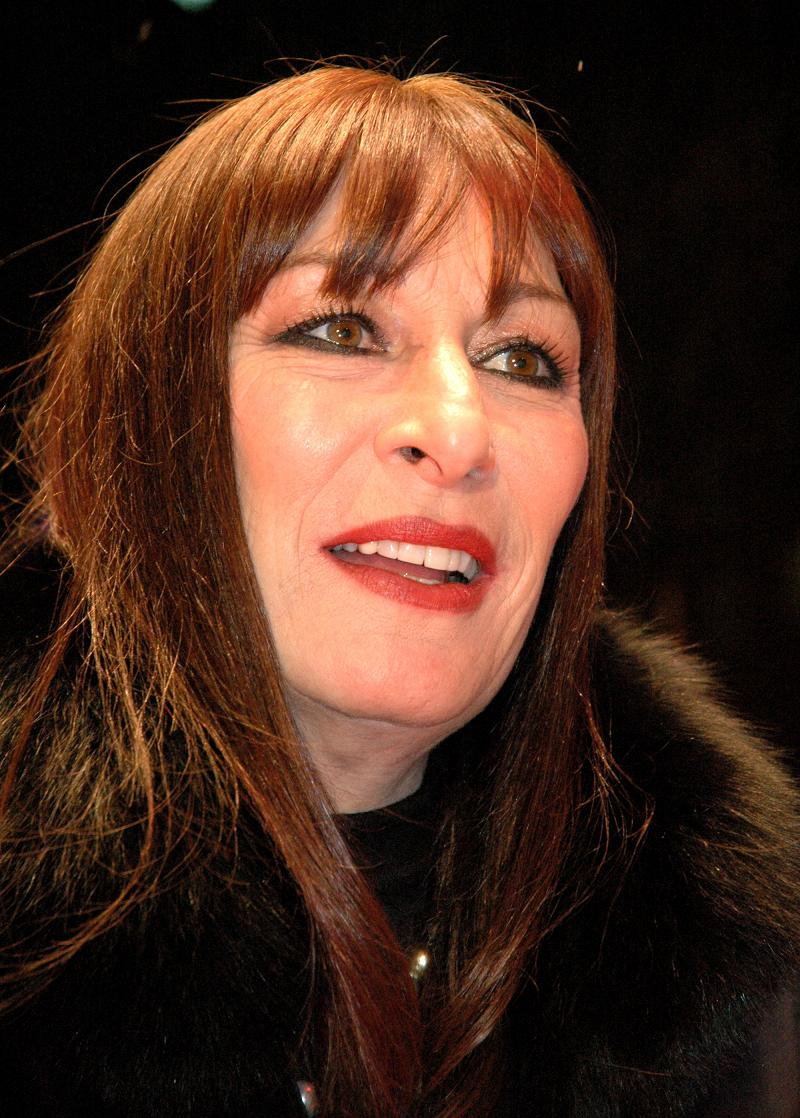
Anjelica Huston
Bästa kvinnliga biroll

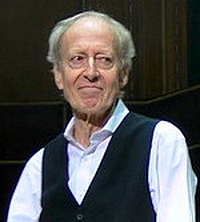
John Barry
Bästa filmmusik

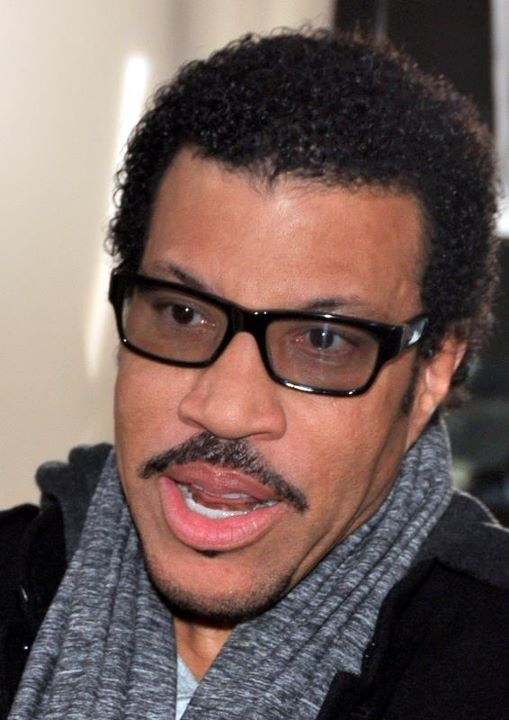
Lionel Richie
Bästa sång

| - Mitt Afrika – Sydney Pollack - Purpurfärgen – Steven Spielberg, Kathleen Kennedy, Frank Marshall och Quincy Jones - Spindelkvinnans kyss – David Weisman - Prizzis heder – John Foreman - Vittne till mord – Edward S. Feldman                                                                                                   | - Sydney Pollack – Mitt Afrika - Hector Babenco – Spindelkvinnans kyss - John Huston – Prizzis heder - Akira Kurosawa – Ran - Peter Weir – Vittne till mord |
| Bästa manliga huvudroll | Bästa kvinnliga huvudroll |
| - William Hurt – Spindelkvinnans kyss - Harrison Ford – Vittne till mord - James Garner – Murphys romans - Jack Nicholson – Prizzis heder - Jon Voight – Runaway Train | - Geraldine Page – Resan till Bountiful - Anne Bancroft – Agnes av Gud - Whoopi Goldberg – Purpurfärgen - Jessica Lange – Sweet Dreams - Meryl Streep – Mitt Afrika |
| Bästa manliga biroll | Bästa kvinnliga biroll |
| - Don Ameche – Cocoon – djupets hemlighet - Klaus Maria Brandauer – Mitt Afrika - William Hickey – Prizzis heder - Robert Loggia – Kniven är enda vittnet - Eric Roberts – Runaway Train | - Anjelica Huston – Prizzis heder - Margaret Avery – Purpurfärgen - Amy Madigan – Två gånger i livet - Meg Tilly – Agnes av Gud - Oprah Winfrey – Purpurfärgen |
| Bästa originalmanus | Bästa manus efter förlaga |
| - Vittne till mord – Earl W. Wallace, William Kelley och Pamela Wallace - Tillbaka till framtiden – Robert Zemeckis och Bob Gale - Brazil – Terry Gilliam, Tom Stoppard och Charles McKeown - De försvunnas barn – Luis Puenzo och Aída Bortnik - Kairos röda ros – Woody Allen                                                    | - Mitt Afrika – Kurt Luedtke - Purpurfärgen – Menno Meyjes - Spindelkvinnans kyss – Leonard Schrader - Prizzis heder – Richard Condon och Janet Roach - Resan till Bountiful – Horton Foote |
| Bästa icke-engelskspråkiga film | |
| - De försvunnas barn – Luis Puenzo - Bitter skörd – Agnieszka Holland - Överste Redl – István Szabó - Ungkarlsbabyn – Coline Serreau - När pappa var borta på affärsresa – Emir Kusturica | |
| Bästa dokumentär | Bästa kortfilmsdokumentär |
| - Broken Rainbow – Maria Florio och Victoria Mudd - Las Madres de la Plaza de Mayo – Susana Blaustein Muñoz och Lourdes Portillo - Soldiers in Hiding – Japhet Asher - The Statue of Liberty – Ken Burns och Buddy Squires - Unfinished Business – Steven Okazaki                                                                  | - Witness to War: Dr. Charlie Clements – David Goodman - The Courage to Care – Robert H. Gardner - Keats and His Nightingale: A Blind Date – Michael Crowley och Jim Wolpaw - Making Overtures: The Story of a Community Orchestra – Barbara Willis Sweete - The Wizard of the Strings – Alan Edelstein |
| Bästa kortfilm | Bästa animerade kortfilm |
| - Molly's Pilgrim – Jeffrey D. Brown - Graffiti – Dianna Costello - Rainbow War – Bob Rogers | - Anna & Bella – Cilia van Dijk - The Big Snit – Richard Condie och Michael J.F. Scott - Second Class Mail – Alison Snowden |
| Bästa filmmusik | Bästa sång |
| - Mitt Afrika – John Barry - Agnes av Gud – Georges Delerue - Purpurfärgen – Quincy Jones, Jeremy Lubbock, Rod Temperton, Caiphus Semenya, Andraé Crouch, Chris Boardman, Jorge Calandrelli, Joel Rosenbaum, Fred Steiner, Jack Hayes, Jerry Hey och Randy Kerber - Silverado – Bruce Broughton - Vittne till mord – Maurice Jarre | - "Say You, Say Me" från Vita nätter – Musik och Text av Lionel Richie - "Miss Celie's Blues (Sister)" från Purpurfärgen – Musik av Quincy Jones och Rod Temperton; Text av Quincy Jones, Rod Temperton och Lionel Richie - "The Power of Love" från Tillbaka till framtiden – Musik av Chris Hayes och Johnny Colla; Text av Huey Lewis - "Separate Lives" från Vita nätter – Musik och Text av Stephen Bishop - "Surprise Surprise" från A Chorus Line – Musik av Marvin Hamlisch; Text av Ed Kleban |
| Bästa ljudredigering | Bästa ljud |
| - Tillbaka till framtiden – Charles L. Campbell och Robert R. Rutledge - Ladyhawke – Robert G. Henderson och Alan Robert Murray - Rambo – First Blood II – Fred J. Brown | - Mitt Afrika – Chris Jenkins, Gary Alexander, Larry Stensvold och Peter Handford - Tillbaka till framtiden – Bill Varney, B. Tennyson Sebastian II, Robert Thirlwell och William B. Kaplan - A Chorus Line – Donald O. Mitchell, Michael Minkler, Gerry Humphreys och Christopher Newman - Ladyhawke – Les Fresholtz, Rick Alexander, Vern Poore och Bud Alper - Silverado – Donald O. Mitchell, Rick Kline, Kevin O'Connell och David M. Ronne                                                       |
| Bästa scenografi | Bästa foto |
| - Mitt Afrika – Stephen B. Grimes och Josie MacAvin - Brazil – Norman Garwood och Maggie Gray - Purpurfärgen – J. Michael Riva, Bo Welch och Linda DeScenna - Ran – Yoshirô Muraki och Shinobu Muraki - Vittne till mord – Stan Jolley och John H. Anderson                                                                        | - Mitt Afrika – David Watkin - Purpurfärgen – Allen Daviau - Murphys romans – William A. Fraker - Ran – Takao Saitô, Shôji Ueda och Asakazu Nakai - Vittne till mord – John Seale |
| Bästa smink | Bästa kostym |
| - Mask – Michael Westmore och Zoltan Elek - Purpurfärgen – Ken Chase - Remo – obeväpnad, men livsfarlig – Carl Fullerton | - Ran – Emi Wada - Purpurfärgen – Aggie Guerard Rodgers - Natty Gann och varghunden – Albert Wolsky - Mitt Afrika – Milena Canonero - Prizzis heder – Donfeld |
| Bästa klippning | Bästa specialeffekter |
| - Vittne till mord – Thom Noble - A Chorus Line – John Bloom - Mitt Afrika – Fredric Steinkamp, William Steinkamp, Pembroke J. Herring och Sheldon Kahn - Prizzis heder – Rudi Fehr och Kaja Fehr - Runaway Train – Henry Richardson                                                                                               | - Cocoon – djupets hemlighet – Ken Ralston, Ralph McQuarrie, Scott Farrar och David Berry - Oz - en fantastisk värld – Will Vinton, Ian Wingrove, Zoran Perisic och Michael Lloyd - Tempelmysteriet – Dennis Muren, Kit West, John Ellis och David Allen |

### Heders-Oscar
- Paul Newman
- Alex North

### Jean Hersholt Humanitarian Award
- Charles Rogers

### Filmer med flera nomineringar
- 11 nomineringar: Mitt Afrika och Purpurfärgen
- 8 nomineringar: Prizzis heder och Vittne till mord
- 4 nomineringar: Ran, Spindelkvinnans kyss och Tillbaka till framtiden
- 3 nomineringar: A Chorus Line, Agnes av Gud och Runaway Train
- 2 nomineringar: Brazil, Cocoon – djupets hemlighet, De försvunnas barn, Ladyhawke, Murphys romans, Resan till Bountiful, Silverado och Vita nätter

### Filmer med flera vinster
- 7 vinster: Mitt Afrika
- 2 vinster: Cocoon – djupets hemlighet och Vittne till mord

### Sveriges bidrag
Sverige skickade in Ronja Rövardotter till galan som det svenska bidraget för priset i kategorin Bästa icke-engelskspråkiga film. Den blev inte nominerad.